# Paweł Petkow
Paweł Petkow (ur. ok. 1620 w Gdańsku) – emigrant z Polski, żołnierz, jeden z pionierów europejskiego osadnictwa w Południowej Afryce. Przed 1652 wiele lat służył jako żołnierz Holenderskiej Kompanii Wschodnioindyjskiej w Indiach Wschodnich. W 1652 był członkiem załogi Jana van Riebeeck zakładającej holenderską placówkę na Przylądku Dobrej Nadziej, dającej początek Kapsztadowi, Kolonii Przylądkowej i późniejszej Republice Południowej Afryki. Początkowo w randze kadeta. Po przybyciu do Afryki zdobył zaufanie van Riebeecka i objął obowiązki podoficera. W październiku 1652 został członkiem kilkuosobowej rady wojennej, a jego podpisy widnieją pod uchwałami kilku kolejnych. W grudniu 1652 został awansowany do stopnia sierżanta. W dokumentach występuje najczęściej jako Paulus Petkouw.